# Super Contra

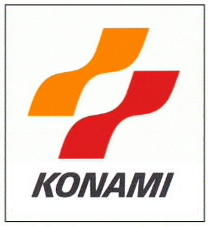
Konami logo (desenvolvedora de Super Contra)

Super C, conhecido como Super Contra (スーパー魂斗羅 エイリアンの逆襲, Sūpā Kontora: Eirian no Gyakushū) no Japão e Probotector II: Return of the Evil Forces na versão europeia e australiana, é um jogo run and gun lançado para arcade em 1988 pela fabricante japonesa de jogos eletrônicos Konami. É a sequência de Contra.

## Enredo
Um ano após a batalha contra a organização Red Falcon, Bill e Lance são enviados para outra missão. Forças alienígenas tomaram uma base militar e agora controlam as mentes das tropas ali estacionadas. Assim, além de enfrentar seu antigos companheiros, os heróis ainda terão que encarar o desafio de um inimigo ainda mais poderoso do que o da missão anterior.

## Jogabilidade
Assim como em Contra, o jogador dispõe de pulo e tiro para poder vencer as cinco fases do jogo, enfrentando robôs, máquinas, alienígenas e obstáculos naturais, até atingir seu objeto final. Durante as fases, é possível coletar power-ups que aumentam o poder de fogo: M (Machine-Gun), L (Laser Gun), F (Fire Gun), S (Spread), B (Barrier), R (Rapid Fire, aumenta a velocidade do tiro) e o logo da Red Falcon, que elimina todos os inimigos presentes na tela. Nessa versão, porém, ao pegar dois power-ups iguais, o segundo agirá como Rapid Fire, aumentando a velocidade de disparo da arma equipada. O formato side-scrolling do primeiro jogo continua presente, entretanto, as fases frontais foram reformuladas e se tornaram fases de visão aérea, permitindo ao jogador se mover em oito direções distintas. Conforme a pontuação, o jogador ganha vidas extras.

## Versões
Super Contra teve versões para computadores Amiga e IBM PC. O jogo também foi portado para NES em 1990 no Japão, EUA e Europa. Posteriormente, esta versão foi disponibilizada para Wii Virtual Console. Já a versão arcade foi portada para Xbox 360 e, no caso do Nintendo DS, está presente como conteúdo desbloqueável em Contra: Dual Spirits.

## Curiosidades sobre Super C
No Japão, o jogo chamava- se スーパ 魂斗羅 = ‘’’Suupa Kontora’’’. A definição de “Kontora” do título original em japonês é diferente da definição “Contra” ocidental, que denota “combate”, “enfrentamento”. 魂斗羅 define a característica do protagonista, algo como “O espírito do soldado”.